# 이바라키 뉴스 845
이바라키 뉴스 845(茨城ニュース845)는 NHK 미토 방송국에서 방영되어 제작되고 있는 평일 로컬 뉴스 프로그램이다. 2014년 10월 1일에 첫 방송되어 지금까지 이어지고 있다.

## 방송 소개
매주 월 ~ 금 저녁 8시 45분 NHK 미토 방송국에서 제작되어 방영되고 있는 이 프로그램은 미토시를 비롯한 이바라키현 지역의 뉴스를 전달하는 역할을 하고 있다.

## 방송 시간
- 월 ~ 금: 저녁 8시 45분 ~ 9시(15분)
  - 주말과 휴일,공휴일에는 저녁 8시 55분에 NHK 방송 센터에서 5분간 수도권 뉴스를 방송한다.